# Port lotniczy Aniwa
Port lotniczy Aniwa (IATA: AWD, ICAO: NVVB) – port lotniczy obsługujący wyspę Aniwa (Vanuatu).